# الميدان (صنعاء القديمة)

تعديل مصدري - تعديل

حارة الميدان هي إحدى حارات مدينة صنعاء القديمة، بلغ تعداد سكانها 290 نسمة حسب تعداد اليمن لعام 2004.